# Jur Janoška
Jur Janoška o Juraj Janoška (Dolný Kubín, 25 dicembre 1856 – Bratislava, 27 gennaio 1930) è stato un vescovo luterano e scrittore slovacco, vescovo generale della Chiesa evangelica slovacca e presidente della Matica slovenská.
Fu uno dei firmatari della Dichiarazione di Martin.

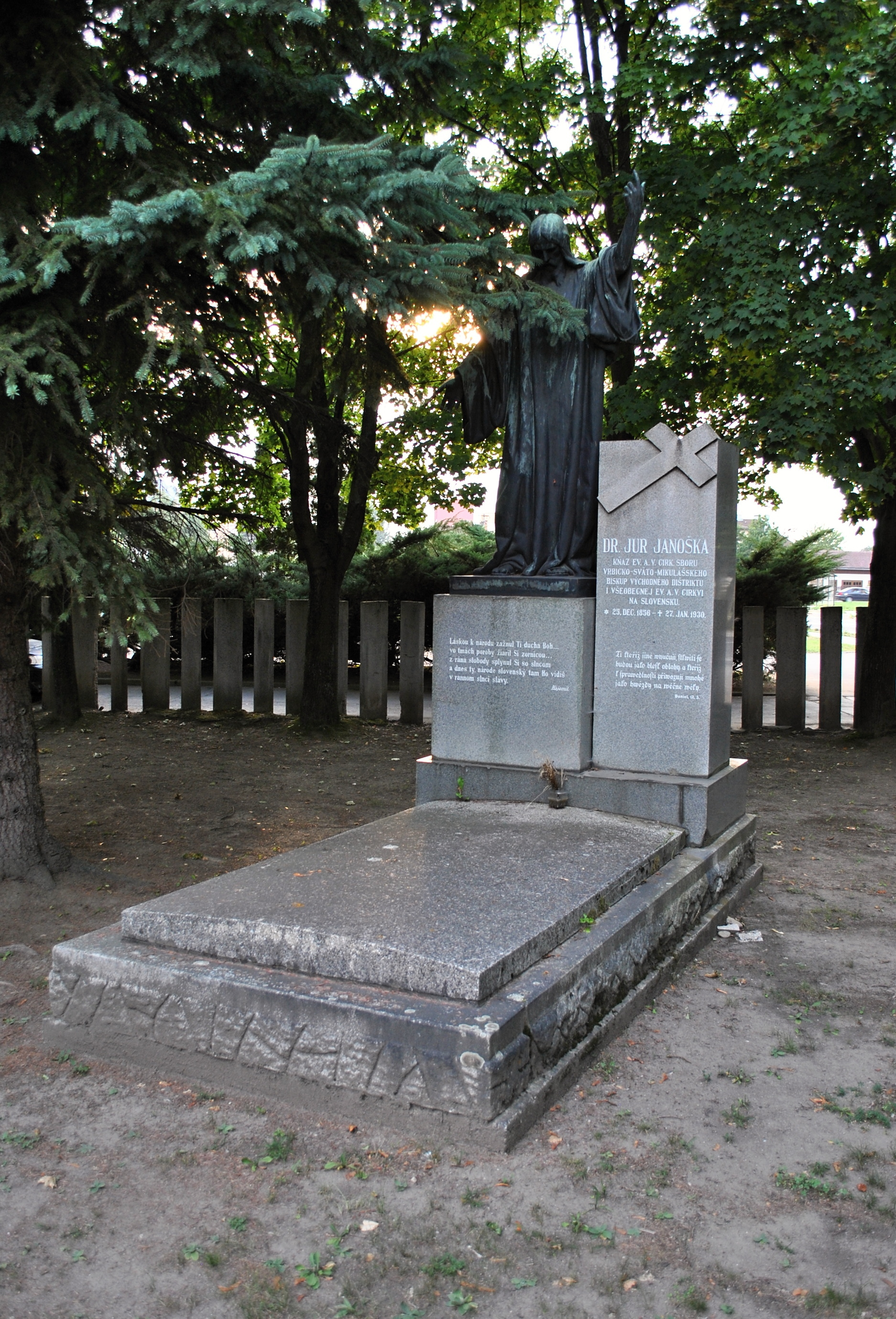
La tomba di Jur Janoška nel cimitero di Liptovský Mikuláš.

## Biografia
Era figlio di Jurko Janoška, un contadino, e della moglie Zuzana Vajzerová. Fu battezzato nella Chiesa evangelica con il nome di Jurko. 
Frequentò la scuola popolare di Dolný Kubín e dal 1871 al 1876 proseguì gli studi ai ginnasi di Martin, Revúca e al liceo evangelico di Kežmarok. A Kežmarok fondò un'associazione studentesca con scopi istruttivi, redasse i suoi giornali manoscritti Dennica e Bleiben. Dal 1876 al 1879 studiò teologia a Rostock e a Vienna. A Vienna fu segretario del circolo studentesco slovacco Tatran. 
Terminati gli studi, tornò a Dolný Kubín, ove fu dapprima insegnante (1879 - 1880) e dopo essere stato ordinato sacerdote, divenne anche cappellano. In seguito fu parroco a Liptovská Sielnica dal 1880 al 1883, quindi a Jasenová dal 1883 al 1895 e a Liptovský Mikuláš da quell'anno fino alla morte.
Prese attivamente parte al movimento nazionale slovacco già prima del 1918. Contro la magiarizzazione denunciò i conventi della Chiesa evangelica sui giornali ecclesiastici. Difese gli interessi nazionali di fronte al magistrato del comitato di Liptó. Propagandò la reciprocità fra cechi e slovacchi. Dall'ottobre del 1918 fu membro del Consiglio nazionale slovacco e fu uno dei firmatari della Dichiarazione di Martin. Dal 1918 al 1920 fu deputato all'Assemblea nazionale rivoluzionaria, membro del cosiddetto club slovacco. Fu un sostenitore del Partito nazionale slovacco (SNS).
Dal 1922 fu vescovo del distretto orientale e primo vescovo generale della Chiesa evangelica slovacca. Nello stesso anno divenne anche presidente della Matica slovenská.
Janoška fu anche scrittore e critico letterario. Scrisse libri per bambini e ragazzi. Fu autore di biografie di personalità della cultura e della Chiesa evangelica. Collaborava al giornale letterario Slovenské pohľady. Fu presidente della Società letteraria evangelica. Contribuì allo sviluppo della stampa evangelica, nel 1887 fondò il giornale Cirkevné listy, di cui fu redattore fino al 1921. Fu redattore anche di Tranovského evanjelický kalendár (1899 - 1921), Časopis pre ev. bohoslovie (1901) ed Evanjelický kazateľ (1905 - 1911). Nel 1898 fu cofondatore del circolo "Tranoscius".
Sulla sua figura fu girato un film documentario, con il titolo Juraj Janoška, diretto da Fedor Bartko.

## Opere
- Z historie prevratu, Trnava, G. A. Bežo, 1927.